# Viorica Ioja
Viorica Ioja (Uivar, 26 februari 1962) is een Roemeens stuurvrouw bij het roeien. Ioja won in 1984 de olympisch gouden medaille in de vier-met-stuurvrouw en in de zilveren medaille in de acht. Ioja stuurde in 1985 de Roemeense vier naar de zilveren en een jaar later naar de gouden medaille.

## Resultaten

### Olympische Zomerspelen
| Jaar | Plaats      | Resultaten                           |
| ---- | ----------- | ------------------------------------ |
| 1984 | Los Angeles | in de vier-met-stuurvrouw in de acht |

### Wereldkampioenschappen roeien
| Jaar | Plaats     | Resultaten                |
| ---- | ---------- | ------------------------- |
| 1985 | Hazewinkel | in de vier-met-stuurvrouw |
| 1986 | Nottingham | in de vier-met-stuurvrouw |

1976: Karin Metze & Bianka Schwede & Gabriele Lohs & Andrea Kurth & Sabine Heß ·
1980: Ramona Kapheim & Silvia Fröhlich & Angelika Noack & Romy Saalfeld & Kirsten Wenzel·
1984: Florica Lavric & Maria Fricioiu & Chira Apostol & Olga Bularda & Viorica Ioja·
1988: Martina Walther & Gerlinde Doberschütz & Carola Hornig & Birte Siech & Sylvia Rose